# Santa Helena, Santander
Santa Helena [del Opón] là một khu tự quản thuộc tỉnh Santander, Colombia. Thủ phủ của khu tự quản Santa Helena [del Opón] đóng tại Santa Helena del Opón Khu tự quản Santa Helena [del Opón] có diện tích 198 ki lô mét vuông. Đến thời điểm ngày 28 tháng 5 năm 2005, khu tự quản Santa Helena [del Opón] có dân số 5402 người.